# Gare de Ben Badis
La gare de Ben Badis, ou gare de Descartes, est une ancienne gare ferroviaire algérienne située sur le territoire de la commune de Ben Badis, dans la wilaya de Sidi Bel Abbès.

## Situation ferroviaire
Établie à une altitude de 742,450 m, la gare est située au point kilométrique (PK) 22,134 de la ligne de Tabia à Akid Abbes, où elle est précédée de la gare de Taffamane et suivie de celle de Aïn Tallout. 
| \| Ben Badis Tlemcen Akid Abbes Maghnia Tabia Ghazaouet \| Localisation de la gare de Ben Badis dans la wilaya de Tlemcen. |
| Ben Badis Tlemcen Akid Abbes Maghnia Tabia Ghazaouet                                                                       |

## Histoire
Lors de la colonisation, la gare portait le nom de gare de Descartes.
La gare est mise en service en 1887 lors de l'ouverture de la section de Tabia à Aïn Tallout de la ligne de Sainte-Barbe-du-Tlélat à Oujda,.

## Service des voyageurs

### Dessertes
En 2023, la gare n'est pas desservie par les trains de la Société nationale des transports ferroviaires.